# 拜洛
拜洛，是西班牙阿拉贡自治区韦斯卡省的一个市镇。总面积164平方公里，总人口315人（2001年），人口密度2人/平方公里。